# Centro de Estudios Demográficos, Urbanos y Ambientales
El Centro de Estudios Demográficos, Urbanos y Ambientales (CEDUA), es un centro de estudios de El Colegio de México dedicado a la investigación y el desarrollo de la demografía, los estudios de población, estudios de urbanos y ambientales en México y en América Latina. Además, ofrece programas de posgrado en estas áreas y difunde la investigación realizada por sus docentes-investigadores.

## Historia
El CEDUA fue fundado en 1964, con el nombre de Centro de Estudios Económicos y Demográficos (CEED), en 1981 debido al cambio y aumento de actividades, se divide en el Centro de Estudios Económicos (CEE) y el Centro de Estudios Demográficos y de Desarrollo Urbano. Finalmente en el año 2004 se le otorga el nombre definitivo de Centro de Estudios Demográficos, Urbanos y Ambientales (CEDUA). 
Desde sus inicios, el CEDUA ha sido un centro de investigación y docencia dedicado a estudiar los fenómenos demográficos y de población, así como la problemática urbana. En el Centro laboran 32 investigadores que también practican la docencia, de los cuales 17 pertenecen al área de estudios demográficos y 15 al área de estudios urbanos y medio ambiente.
Los estudios demográficos dentro del CEDUA han ido gradualmente cambiando de enfoque. De 1964 a 1975 la investigación en Demografía se centró en analizar y medir las tendencias de la población en México, extendiéndose después a estudios sobre las causas y sus consecuencias de los fenómenos demográficos en distintos estratos y sectores poblacionales.
En 1966 se inician los estudios e investigaciones con enfoque en el proceso de urbanización y el desarrollo de las zonas urbanas en México, estos esfuerzos coordinados por el investigador Luis Unikel fueron galardonados con el premio BANAMEX de 1974.
Durante los años se ha investigado sobre cómo el Gobierno y las políticas públicas afectan la vivienda, el mercado inmobiliario (particularmente en las grandes metrópolis mexicanas como la Ciudad de México), así como las principales características y las condiciones económicas de las ciudades del país. También se estudiaron las afectaciones de los procesos industriales en la capital del país, la delimitación de las zonas metropolitanas y el estudio general del crecimiento de las mismas.  A partir de los ochenta la orientación y el interés de las investigaciones se trasladaron hacia otros temas, derivados de las transformaciones económicas y sociales en México y del proceso de globalización, siendo ejemplos los trabajos sobre: medio ambiente urbano, localización y cambio tecnológico, gestión urbana, ciudades medias, competitividad de las ciudades, además de avances en el estudio de problemas sociales como la pobreza urbana, el crecimiento urbano sobre terrenos de propiedad social, y la calidad de vida de la población en la Ciudad de México, entre otros. 

## Investigación
De acuerdo con los propios profesores fundadores del Centro existen dos personajes clave para el desarrollo del CEDUA, Victor Urquidi como el principal promotor de los estudios demográficos en El Colmex; y Luis Unikel como impulsor para el desarrollo de los estudios urbanos en México.  Los estudios del CEDUA fueron gradualmente transformándose con los años hacia temas más relacionados con la economía y la sociología en México y en el cómo la globalización afectaba al país y su demografía. Una parte importante se centró en el medio ambiente, los procesos de cambios tecnológicos, el crecimiento de las ciudades y la pobreza, así como calidad de vida en la población.
Por ello las actividades de investigación y docencia se han complementado con: Programa sobre Salud Reproductiva y Sociedad, surgido como producto de la necesidad de investigar las desigualdades sociales y de género frente a la salud reproductiva; y el Seminario Interdisciplinario sobre Medio Ambiente y Desarrollo Sustentable, que se propone incrementar la capacidad de análisis e intervención en relación con los procesos socio-ambientales más importantes. Así mismo, con programas derivados de proyectos internacionales como el Leadership for Environment and Development que busca establecer una plataforma para impulsar la formación de líderes sobre las metas del desarrollo sustentable y los retos ambientales que México y el mundo enfrentan.

## Programas docentes
En concordancia con los objetivos generales de El Colmex, el CEDUA realiza investigaciones y ofrece programas docentes relacionados con los fenómenos demográficos y los problemas urbanos. Por esto ofrece las Maestría en Demografía y la Maestría en Estudios Urbanos, así como el Doctorado en Estudios de la Población y Doctorado en Estudios Urbanos y Ambientales.
Han egresado del CEDUA más de 400 personas.

## Difusión
Más de 100 libros Archivado el 3 de junio de 2019 en Wayback Machine. que se han publicado a razón de las investigaciones han sido editados por El Colegio de México. Otra cantidad similar de libros se han publicado por otras editoriales.
Además, el Centro edita su propia publicación cuatrimestral: la revista  "Estudios Demográficos y Urbanos". Para el 2019 ha cumplido treinta y tres años, publicado más de 100 números de manera cuatrimestral y la cual se encuentra indexada en diversos repositorios e índices de Calidad académica como: Scopus, Jstor, Scielo, Redalyc, entre otros. La revista del CEDUA ha publicado diversos artículos que versan sobre las siguientes temáticas: Demografía matemática; Familia y reproducción; Trabaho y movilidad territorial; Población y salud; Población y medio ambiente; Economía espacial; Política y gestión de la ciudad; y Medio ambiente urbano.

## Intercambios académicos y convenios de colaboración
Entre las actividades que el Centro ha realizado en cooperación con otras instituciones y el sector público destacan la elaboración del Atlas de la Ciudad de México (1987),y su versión actualizada La Ciudad de México en el fin del segundo milenio (2000), y del Atlas de Monterrey (1995), las cuales han contribuido a la labor de planeación y realización de las tareas gubernamentales. 
El CEDUA mantiene intercambios académicos con las siguientes instituciones de investigación y enseñanza:
- Institut de Recherche pour le Developpement.
- Instituto de Demografía de la Universidad Católica de Lovaina.
- Universidad Johns Hopkins.
- Universidad de San Carlos de Guatemala.
- Universidad Peruana Cayetano Heredia.
- Wayne State University.
- Facultad Latinoamericana de Ciencias Sociales. (FLACSO)
- The Population Council.
- Fundación Ford.
- Fundación Rockefeller.
- Fundación Hewlett.
- Fundación MacArthur.
- Fundación Sasakawa.
- Fundación Heinrich Böll.

## Directores
- Consuelo Meyer  (1964 - 1966) (programa académico)
- Víctor L. Urquidi (1964 - 1966) (programa de investigación)
- Eliseo Mendoza Berrueto (1967 - 1970)
- Luis Unikel (1977 - 1980)
- Roberto Ham
- Francisco Alba
- Gustavo Garza
- José Morelos
- Gustavo Cabrera Acevedo (1970 - 1976)
- Manuel Ordorica
- José Luis Lezama
- Silvia Giorguli Saucedo
- Jaime Sobrino Archivado el 3 de junio de 2019 en Wayback Machine.[12]
- Landy Sánchez

### Investigadores activos
- Alejandro Aguirre
- Francisco Alba
- Kirsten A. Appendini
- Tiana Bakic Hayden
- Emerson Augusto Baptista
- Araceli Damián
- Judith Dominguez Serrano
- Beatriz Figueroa
- Víctor Manuel García Guerrero
- Juan Guillermo Figueroa Perea
- Claudia Masferrer